# Coppa del mondo di corsa in montagna 2002
La Coppa del mondo di corsa in montagna 2002 si è disputata su sei prove sotto il nome di "WMRA Grand Prix" . La coppa maschile è stata vinta da Jonathan Wyatt, quella femminile da Angela Mudge.

## Gare di coppa del mondo 2002
Per il 2002 le gare valevoli per la coppa del mondo erano sei, contano i migliori tre risultati. Un atleta entra in classifica finale a condizione di aver raccolto punti in almeno due competizioni valevoli per la coppa.
| Gara | Nome della gara       | Luogo di svolgimento | Data         | Nazione     |
| ---- | --------------------- | -------------------- | ------------ | ----------- |
| 1    | Gamperney Berglauf    | Grabs                | 26 maggio    | Svizzera    |
| 2    | Sauze d'Oulx          | Sauze d'Oulx         | 21 luglio    | Italia      |
| 3    | Alyeska Race          | Girdwood             | 10 agosto    | Stati Uniti |
| 4    | Challenge Stellina    | Susa                 | 25 agosto    | Italia      |
| 5    | Mondiali ad Innsbruck | Innsbruck            | 15 settembre | Austria     |
| 6    | Smarna Gora           | Lubiana              | 5 ottobre    | Slovenia    |

## Punteggi
Ecco come sono stati ripartiti i punti per la coppa del mondo 2002. Dal primo al ventesimo rango.
| Rango | Punti |
| ----- | ----- |
| 1°    | 100   |
| 2°    | 90    |
| 3°    | 85    |
| 4°    | 80    |
| 5°    | 75    |
| 6°    | 70    |
| 7°    | 65    |
| 8°    | 60    |
| 9°    | 55    |
| 10°   | 50    |

| Rango | Punti |
| ----- | ----- |
| 11°   | 45    |
| 12°   | 40    |
| 13°   | 35    |
| 14°   | 30    |
| 15°   | 25    |
| 16°   | 20    |
| 17°   | 15    |
| 18°   | 10    |
| 19°   | 5     |
| 20°   | 1     |

## Uomini
Classifica finale
| Pos. | Atleta           | Anno | Nazione       | Gara 1 | Gara 2 | Gara 3 | Gara 4 | Gara 5 | Gara 6 | Totale |
| ---- | ---------------- | ---- | ------------- | ------ | ------ | ------ | ------ | ------ | ------ | ------ |
| 1    | Jonathan Wyatt   | 1972 | Nuova Zelanda |        |        |        | 100    | 100    | 100    | 300    |
| 2    | Cox Martin       | 1969 | Inghilterra   | 100    |        |        | 85     | 80     |        | 265    |
| 3    | Marco De Gasperi | 1977 | Italia        |        | 100    |        |        | 55     | 90     | 245    |
| 3    | Marco Gaiardo    | 1970 | Italia        |        | 75     |        | 90     | 75     | 80     | 245    |
| 3    | Antonio Molinari | 1967 | Italia        | 90     | 85     |        | 70     | 60     |        | 245    |
| 6    | Emanuele Manzi   | 1977 | Italia        |        | 90     |        |        | 25     | 85     | 200    |
| 7    | Alexis Gex-Fabry | 1973 | Svizzera      | 85     |        |        | 80     | 10     |        | 175    |
| 8    | Paul Crake       | 1976 | Australia     |        |        |        | 75     | 20     | 75     | 170    |
| 9    | Alan Bowness     | 1964 | Inghilterra   | 60     |        |        | 25     |        | 45     | 130    |
| 10   | Alessio Rinaldi  | 1975 | Italia        | 50     | 80     |        |        |        |        | 130    |
| 11   | Marco Agostini   | 1968 | Italia        |        | 70     |        | 55     |        |        | 125    |
| 12   | Florian Heinzle  | 1982 | Austria       | 65     |        |        |        | 45     |        | 110    |
| 13   | Eckhard Wagner   | 1965 | Germania      | 80     |        |        |        | 5      |        | 85     |
| 14   | Gabriele Abate   | 1979 | Italia        |        | 20     |        | 35     |        |        | 55     |
| 15   | Simone Lenzi     | 1972 | Italia        |        | 50     |        | 1      |        |        | 51     |
| 16   | Tim Davies       | 1977 | Galles        | 5      |        |        | 40     |        |        | 45     |

## Donne
Classifica finale
| Pos. | Atleta                | Anno | Nazione     | Gara 1 | Gara 2 | Gara 3 | Gara 4 | Gara 5 | Gara 6 | Totale |
| ---- | --------------------- | ---- | ----------- | ------ | ------ | ------ | ------ | ------ | ------ | ------ |
| 1    | Angela Mudge          | 1970 | Scozia      | 100    | 90     |        | 100    | 60     |        | 290    |
| 2    | Izabela Zatorska      | 1962 | Polonia     | 90     |        |        | 90     | 85     | 100    | 280    |
| 3    | Valentina Belotti     | 1980 | Italia      |        | 100    |        | 80     |        | 80     | 260    |
| 4    | Ludmila Melicherova   | 1964 | Slovacchia  | 80     |        |        | 60     |        | 75     | 215    |
| 5    | Romina Sedoni         | 1974 | Italia      |        | 75     |        | 70     |        |        | 145    |
| 6    | Irena Czuta-Pakosz    | 1966 | Polonia     | 70     |        |        |        |        | 65     | 135    |
| 7    | Andrea Priestley      | 1965 | Inghilterra | 50     | 70     |        |        |        |        | 120    |
| 8    | Flavia Gaviglio       | 1963 | Italia      |        | 30     |        | 75     |        |        | 105    |
| 9    | Natalie White         | 1982 | Inghilterra | 1      |        |        | 20     |        | 50     | 71     |
| 10   | Debora Cardone        | 1975 | Italia      |        | 10     |        | 40     |        |        | 50     |
| 11   | Antonella Giordanengo | 1967 | Italia      |        | 1      |        | 5      |        |        | 6      |